# 계광순
계광순(桂珖淳, 1909년 2월 16일~1990년 3월 19일)은 일제강점기의 관료이며 대한민국의 정치인이다.

## 생애
평안북도 선천군 출신이며 본관은 수안, 본적은 서울특별시 종로구 가회동이다. 신의주고등보통학교를 졸업하고 일본에 유학했으며 마쓰야마(松山)고등학교를 거쳐 1932년 도쿄 제국대학 법학부를 졸업하였다.
졸업 이듬해에 일본 고등문관시험 행정과에 합격하여, 강원도의 경부와 평강군 군수 벼슬을 시작으로 경상남도 광공부장, 조선금융조합연합회 강원도지부 감리관, 강원도 참여관, 강원도 농회장 등의 고위직을 역임했다. 광복 당시 불과 37세였으나 관료로서 쌓은 그동안의 이력은 화려했다.
경찰로 이력을 시작한 계광순은 특히 독립 운동을 탄압하는 직책인 함경남도 경찰부 보안과장을 지냈고, 지원병제 실시 때는 지원병 전형의 심사위원, 징병제 실시를 위해서는 조선총독부 징병제 시행준비위원회 간사를 맡았으며, 전쟁 지원을 위한 총독부 저축장려위원회의 간사로 일하는 등 일제 강점기의 관료 가운데서도 친일 성향이 농후한 자리에 있었다.
총독부 학무국 사회교육과장으로 있을 때에는 조선미술가협회의 이사장을 맡아 친일 미술인들을 지원하였고, 1941년 《삼천리》에는 사회교육과장 계광순의 인터뷰 기사로 황민화와 내선일체를 강조하는〈총독부고등관 제씨가 전시하 조선민중에게 전하는 서, 대동아공영권건설과 조선민중〉이 실리기도 했다. 조선임전보국단 결성의 산파 역할을 했다는 증언 이 있는 등 그의 친일 행적은 누구보다 뚜렷하다.
광복 후에는 일제 때 관료로 다년간 근무한 강원도를 기반으로 삼아 정치인이 되었고, 평안북도 도민회 회장, 대한펜싱협회 회장 등으로 대한민국 사회의 지도층 인사로 활동했다. 1958년 춘천에서 야당인 민주당 후보로 출마하여 제4대 국회의원에 당선되었고, 1960년에는 제5대 국회의원으로 재선되었다. 당시 계광순은 장면 계열의 민주당 신파 소속이었다. 5·16 군사정변 후 제6대 국회에도 들어가 삼선에 성공했다. 이후로는 사업가로 일하면서 한국광업주식회사 사장, 한국제포사 회장을 지냈다.
한편 계광순은 한국 전쟁 때 조선인민군에 의해 체포되어 서울형무소에 수감되었고, 평양형무소에까지 끌려갔다가 탈옥한 경험이 있다. 일제가 패망하면서 광산 업계에 투신했던 그는 당시 광산 회사의 사장을 맡고 있었는데, 탈출해 돌아온 뒤 각종 지면을 통해 체포와 납북 당시의 경험담을 다수 남겼다.
계광순이 북조선으로 납북되었다가 살아나온 몇 안되는 사람들 중 하나였기에, 납북된 인사들에 대한 그의 증언은 한동안 매우 중요하게 받아들여졌다. 예를 들면 한국 전쟁 때 남쪽에서 실종되어 북으로 갔으나, 납북인지 월북인지 분명히 밝혀지지 않은 정지용에 대해 계광순은 분명히 납북이라고 증언하고 있다. 그러나 정지용의 북행 경위나 이광수의 최후 등에 대한 그의 서술은 나중에 조선민주주의인민공화국이 발표한 내용과는 상이한 경우가 있다.

## 사후
2002년 민족정기를 세우는 국회의원모임이 선정한 친일파 708인 명단과 2008년 민족문제연구소에서 친일인명사전에 수록하기 위해 정리한 친일인명사전 수록예정자 명단에 모두 수록되었다. 2009년 친일반민족행위진상규명위원회가 발표한 친일반민족행위 705인 명단에 포함되었다.

## 같이 보기
- 조선임전보국단
- 장면

## 역대 선거 결과
|  | 41.98% |

|  | 54.73% |

|  | 51.94% |

|  | 13.5% |

|  | 13.05% |

## 참고자료
- 계광순 - 대한민국헌정회
- 계광순, 〈돌아오지 않는 피랍인사들〉, 《신동아》 1970년 6월호, 227~232쪽.